# Alepisaurus ferox
Alepisaurus ferox (Lowe, 1833), conosciuto comunemente come sauro feroce, è un pesce abissale della famiglia Alepisauridae.

## Descrizione
Ha un aspetto feroce, soprattutto per la profonda bocca armata di grandi denti caniniformi sporgenti che supera gli occhi molto grandi. Il corpo è slanciato e sottile, a sezione cilindrica. La pinna dorsale è lunghissima e molto alta, con i primi raggi filiformi allungati, è presente una piccola pinna adiposa; la pinna caudale è profondamente forcuta, il lobo superiore porta un prolungamento filiforme. La pinna anale è bassa; le pinne ventrali arretrate e le pinne pettorali lunghe ed inserite in basso sul corpo. È molto fragile.
Il colore è bronzeo iridescente con fitti punti scuri. Le pinne sono nere.
Raggiunge sicuramente 1,5 m di lunghezza e sembra possa raggiungere i 2 metri.

## Distribuzione e habitat
È cosmopolita e si incontra anche nel mar Mediterraneo, oltre che in tutti gli oceani. Vive di solito in acque tropicali e subtropicali ma durante la buona stagione si porta anche a latitudini subpolari. È raro (o meglio scarsamente incontrato) in tutto il suo areale. Vive a grandi profondità (almeno fino a 1000 metri) ma fa talvolta delle comparse in acque superficiali.

## Biologia
Il sauro feroce caccia pesci, cefalopodi, salpe, crostacei ed, in generale, tutto ciò che incontra.
Sono riportati casi di predazione da parte di tonni, pesci re, squali e foche.